# Canal de Suez
El canal de Suez (en árabe, قناة السويس qanat al-Suways) es un canal artificial navegable situado en Egipto, que une el mar Mediterráneo (océano Atlántico) con el golfo de Suez, en el mar Rojo (océano Índico), a través del istmo de Suez. El canal convirtió a la región del Sinaí en una nueva península, constituyendo la frontera entre los continentes de África y Asia. Su longitud es de 193 km entre Puerto Saíd, en la ribera mediterránea, y Suez, en la costa del mar Rojo.
Fue impulsado entre 1859 y 1869 por Fernando de Lesseps bajo la dirección del ingeniero Louis Maurice Adolphe Linant de Bellefonds. Pertenece a Egipto desde la nacionalización de la compañía franco-británica Suez Canal Company en 1956 y la posterior guerra del Sinaí en 1957. El canal es de vital importancia para el abastecimiento europeo de petróleo y el comercio mundial en general, puesto que permite la comunicación entre Europa y el sur de Asia sin rodear el continente africano por el cabo de Buena Esperanza.
El canal se inauguró oficialmente el 17 de noviembre de 1869. Ofrece a los buques una ruta directa entre el Atlántico Norte y el Índico Norte a través del mar Mediterráneo y el mar Rojo, evitando el Atlántico Sur y el Índico Sur y reduciendo la distancia del viaje desde el mar Arábigo a Londres en aproximadamente 8900 kilómetros (5500 mi), o de 10 días a 20 nudos (37 km/h; 23 mph) a 8 días a 24 nudos (44 km/h; 28 mph). El canal se extiende desde el extremo septentrional de Puerto Saíd hasta el extremo meridional de Port Tewfik, en la ciudad de Suez. Su longitud es de 193,30 kilómetros, incluidos los canales de acceso norte y sur. En 2020, más de 18 500 barcos atravesaron el canal (una media de 51,5 al día).
El canal original presentaba una vía de agua de un solo carril con lugares de paso en la Circunvalación de Ballah y el Gran Lago Amargo. Según los planes de Alois Negrelli, no contenía sistemas de esclusas, y el agua del mar fluía libremente por él. En general, el agua del canal al norte de los Lagos Amargos fluye hacia el norte en invierno y hacia el sur en verano. Al sur de los lagos, la corriente cambia con la marea en Suez.
Aunque el canal era propiedad del gobierno egipcio, los accionistas europeos, en su mayoría británicos y franceses, eran dueños de la empresa concesionaria que lo explotaba hasta julio de 1956, cuando el presidente Gamal Abdel Nasser lo nacionalizó, hecho que provocó la  crisis de Suez de octubre-noviembre de 1956. El canal es explotado y mantenido por la Autoridad del Canal de Suez (SCA) de Egipto, de propiedad estatal. En virtud de la Convención de Constantinopla, puede ser utilizado «en tiempo de guerra como en tiempo de paz, por todos los buques de comercio o de guerra, sin distinción de pabellón». No obstante, el canal ha desempeñado un importante papel estratégico militar como atajo naval y punto de estrangulamiento. Las armadas con costas y bases en los mares Mediterráneo y Rojo (Egipto e Israel) tienen un interés particular en el canal de Suez. Después de que Egipto cerrara el canal de Suez al comienzo de la guerra de los Seis Días, el 5 de junio de 1967, el canal permaneció cerrado precisamente durante ocho años, reabriéndose el 5 de junio de 1975.
En 2014, el gobierno egipcio puso en marcha la construcción de la ampliación y el ensanchamiento de la circunvalación de Ballah en 35 kilómetros para acelerar el tiempo de tránsito del canal. La ampliación pretendía casi duplicar la capacidad del canal de Suez, pasando de 49 a 97 barcos al día. Con un coste de 59 400 millones de libras egipcias (9000 millones de dólares), este proyecto se financió con certificados de inversión con intereses emitidos exclusivamente a entidades y particulares egipcios. El «Nuevo Canal de Suez», como se denominó la ampliación, se inauguró en una ceremonia el 6 de agosto de 2015.
La Autoridad del Canal de Suez inauguró oficialmente el nuevo canal lateral en 2016. Este canal lateral, situado en el lado norte de la extensión oriental del canal de Suez, sirve a la Terminal Este para el atraque y desembarque de buques de la terminal. Como la Terminal de Contenedores del Este está situada en el propio Canal, antes de la construcción del nuevo canal lateral no era posible atracar o desatracar buques en la terminal mientras un convoy estaba en marcha.

## Precursores
Los antiguos canales oeste-este se construyeron para facilitar el viaje desde el río Nilo hasta el mar Rojo. Se cree que un canal más pequeño se construyó bajo los auspicios de Senusret II  o Ramsés II. Otro canal, que probablemente incorporaba una parte del primero, se construyó bajo el reinado de Necao II, pero el único canal completamente funcional fue diseñado y completado por Darío I.

### II milenio a.C.

Canal de los Faraones

Es posible que el legendario  Sesostris (probablemente el faraón Sesostris II o Sesostris III de la  duodécima dinastía de Egipto) iniciara las obras de un antiguo canal, el canal de los Faraones, que unía el Nilo con el mar Rojo (1897-1839 a. C.), cuando se construyó un canal de irrigación alrededor de 1848 a. C. que era navegable durante la estación de las crecidas y que desembocaba en un valle fluvial seco al este del delta del río Nilo llamado Wadi Tumilat. (Se dice que en la antigüedad el mar Rojo llegaba hacia el norte hasta los Lagos Amargos y el Lago Timsah).
En su Meteorología, Aristóteles escribió

Uno de sus reyes trató de hacer un canal hacia él (pues no habría sido poco ventajoso para ellos que toda la región fuera navegable; se dice que Sesostris fue el primero de los antiguos reyes en intentarlo), pero encontró que el mar era más alto que la tierra. Así que él primero, y Darío después, dejaron de hacer el canal, para que el mar no se mezclara con el agua del río y lo estropeara.

Estrabón escribió que Sesostris comenzó a construir un canal, y Plinio el Viejo escribió

165. A continuación, la tribu Tiro y, el puerto de los Daneoi, desde el que Sesostris, rey de Egipto, pretendía llevar un canal para barcos hasta donde el Nilo desemboca en lo que se conoce como el Delta; se trata de una distancia de más de 60 millas. Más tarde, el rey persa Darío tuvo la misma idea, y también Ptolomeo II, que hizo una zanja de 100 pies de ancho, 30 pies de profundidad y unas 35 millas de largo, hasta los Lagos Amargos.

En el siglo XX se descubrió la extensión hacia el norte del posterior canal de Darío I, que se extendía desde el lago Timsah hasta los lagos Ballah, y que se fechó en el Imperio Medio de Egipto extrapolando las fechas de los antiguos emplazamientos a lo largo de su recorrido.
Los relieves de la expedición a Punt bajo el mando de Hatshepsut, en el año 1470 a. C., muestran embarcaciones marítimas que transportan a la fuerza expedicionaria que regresa de Punt. Esto sugiere que existía un enlace navegable entre el mar Rojo y el Nilo. Las recientes excavaciones en Wadi Gawasis pueden indicar que el comercio marítimo de Egipto partía del mar Rojo y no requería un canal. Las pruebas parecen indicar su existencia en el s. XIII a. C., en tiempos de Ramsés II.

### Canales excavados porNecao I,Darío IyPtolomeo I Sóter

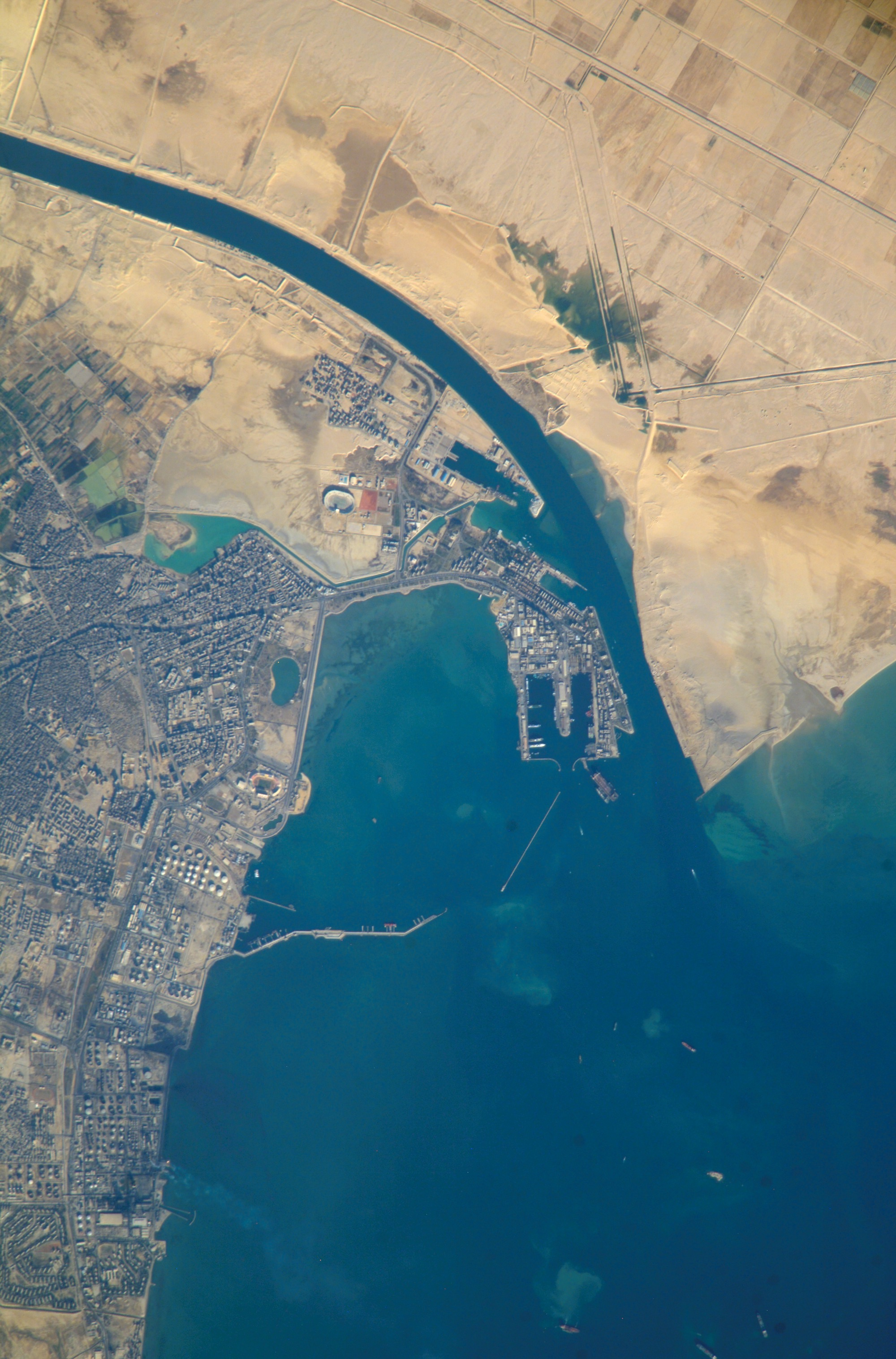
Imagen del puerto de Suez tomada desde la Estación Espacial Internacional.

Los restos de un antiguo canal oeste-este a través de las antiguas ciudades egipcias de Bubastis, Avaris y Heroónpolis fueron descubiertos por Napoleón Bonaparte y sus ingenieros y cartógrafos en 1799.
Según las Historias del historiador griego Heródoto, hacia el año 600 a. C., Necao II emprendió la excavación de un canal oeste-este a través del Wadi Tumilat entre Bubastis y Heroónpolis, y quizás lo continuó hasta el golfo Heroopolita y el mar Rojo. Sin embargo, se dice que Necao nunca completó su proyecto.
Según Heródoto, 120 000 hombres perecieron en esta empresa, pero esta cifra es sin duda exagerada. Según Plinio el Viejo, la extensión del canal de Necao era de unas 57 millas inglesas, igual a la distancia total entre Bubastis y el Gran Lago Amargo, teniendo en cuenta el serpenteo a través de los valles. La longitud que cuenta Heródoto, de más de 1000 estadios (es decir, más de 183 kilómetros (114 millas), debe entenderse que incluye toda la distancia entre el Nilo y el mar Rojo en aquella época.
Con la muerte de Necao, los trabajos se interrumpieron. Heródoto cuenta que la razón por la que se abandonó el proyecto fue la advertencia recibida de un oráculo de que otros se beneficiarían de su finalización con éxito. La guerra de Necao con Nabucodonosor II probablemente impidió la continuación del canal.
El proyecto de Necao fue completado por Darío I de Persia, que gobernó el Antiguo Egipto después de que éste hubiera sido conquistado por su predecesor Cambises II. Es posible que en la época de Darío existiera un paso natural entre el golfo Heroopolita y el mar Rojo en las proximidades de la ciudad egipcia de Shaluf, situada justo al sur del Gran Lago Amargo, se había obstruido tanto con el limo que Darío tuvo que despejarlo para permitir de nuevo la navegación. Según Heródoto, el canal de Darío era lo suficientemente ancho como para que dos trirremes pudieran pasar la una a la otra con los remos extendidos, y requería cuatro días para atravesarlo. Darío conmemoró su hazaña con una serie de  estelas de granito que instaló en la ribera del Nilo, incluyendo una cerca de Kabret, y otra más a pocas millas al septentrión de Suez. Las inscripciones de Darío el Grande en Suez dicen:

Dice el rey Darío: Soy persa. Partiendo de Persia, conquisté Egipto. Ordené que se cavara este canal desde el río llamado Nilo, que fluye en Egipto, hasta el mar que nace en Persia. Cuando el canal fue excavado como yo lo ordené, los barcos pasaron de Egipto a Persia a través de este canal, tal como yo lo había previsto.

- Inscripción de Darío

El canal salía del Nilo en Bubastis. Una inscripción en un pilar de Pithom registra que en el 270 o 269 a. C. fue reabierto de nuevo, por Ptolomeo II Filadelfo. En Arsinoe, Ptolomeo construyó una esclusa navegable, en el golfo Heroopolita del mar Rojo, que permitía el paso de embarcaciones pero impedía que el agua salada del mar Rojo se mezclara con el agua dulce del canal.
En la segunda mitad del siglo XIX, los cartógrafos franceses descubrieron los restos de un antiguo canal norte-sur que pasaba por el lado este del lago Timsah y terminaba cerca del extremo septentrional del Gran Lago Amargo, que resultó ser el canal realizado por Darío I, ya que en el lugar se encontró su estela conmemorativa de su construcción. Es posible que este antiguo segundo canal siguiera un curso a lo largo de la costa del mar Rojo cuando se extendía hacia el norte hasta el lago Timsah.)

### El retroceso del mar Rojo y la disminución del Nilo
Algunos historiadores creen que el mar Rojo fue retrocediendo gradualmente a lo largo de los siglos, y que su costa se fue alejando poco a poco hacia el sur del lago Timsah y del Gran Lago Amargo. Junto con las persistentes acumulaciones de limo del Nilo, el mantenimiento y la reparación del canal de Ptolomeo se hicieron cada vez más engorrosos con el paso de los siglos.
Doscientos años después de la construcción del canal de Ptolomeo, Cleopatra parece no haber tenido ningún paso fluvial oeste-este, porque la rama pelusíaca del Nilo, que alimentaba el canal oeste-este de Ptolomeo, se había reducido para entonces, al estar ahogada por el limo.

### De El Cairo antiguo al mar Rojo
En el s. VIII d. C. ya existía un canal navegable entre El Cairo antiguo y el mar Rojo, pero los relatos varían en cuanto a quién ordenó su construcción, ya sea Trajano, Amr ibn al-As o Umar. Este canal estaba supuestamente unido al río Nilo en El Cairo antiguo[13] y terminaba cerca de la actual Suez. Un tratado de geografía De Mensura Orbis Terrae escrito por el monje irlandés Dicuil, nacido a finales del s. VIII d. C., relata una conversación con otro monje, Fidelis, que había navegado por el canal desde el Nilo hasta el mar Rojo durante una peregrinación a Tierra Santa en la primera mitad del s. VIII d. C..
Se dice que el califa abasí Al-Mansur ordenó cerrar este canal en el año 767 para evitar que los suministros llegaran a los detractores árabes.

### Reparación por al-Ḥākim
Se afirma que al-Hákim bi-Amrillah reparó el paso entre El Cairo y el mar Rojo, pero solo brevemente, hacia el año 1000 de la era cristiana, ya que pronto «se ahogó con arena». Sin embargo, algunas partes de este canal siguieron llenándose durante las inundaciones anuales del Nilo.

### Concepción por parte de Venecia
La exitosa navegación de Bartolomé Díaz por el sur de África en 1488 abrió una ruta comercial marítima directa hacia la India y las Islas de las Especias, y cambió para siempre el equilibrio del comercio mediterráneo. Uno de los principales perdedores del nuevo orden, como antiguo intermediario, fue el antiguo centro de comercio de especias de Venecia.

Los dirigentes venecianos, llevados a la desesperación, contemplaron la posibilidad de excavar una vía fluvial entre el mar Rojo y el Nilo -anticipándose al Canal de Suez en casi 400 años- para que el comercio de lujo volviera a inundar sus puertas. Pero esto seguía siendo un sueño.- 

A pesar de entablar negociaciones con los mamelucos gobernantes de Egipto, el plan veneciano de construir el canal se vio rápidamente truncado por la conquista otomana de Egipto en 1517, dirigida por el sultán Selim I.

### Intentos otomanos
En el siglo XVI, el Gran Visir Otomano Sokollu Mehmet Bajá intentó construir un canal que conectara los mares Rojo y Mediterráneo. El motivo era el deseo de conectar Constantinopla con las rutas comerciales y de peregrinación del océano Índico, así como por motivos estratégicos: la presencia europea en el océano Índico iba en aumento, los intereses mercantiles y estratégicos otomanos se veían cada vez más amenazados y la Sublime Puerta se veía cada vez más presionada para afirmar su posición. Un canal navegable permitiría a la marina otomana conectar sus flotas del mar Rojo, el Mar Negro y el Mediterráneo. Sin embargo, este proyecto se consideró demasiado caro y nunca se llevó a cabo.

### Descubrimiento de un antiguo canal por parte de Napoleón

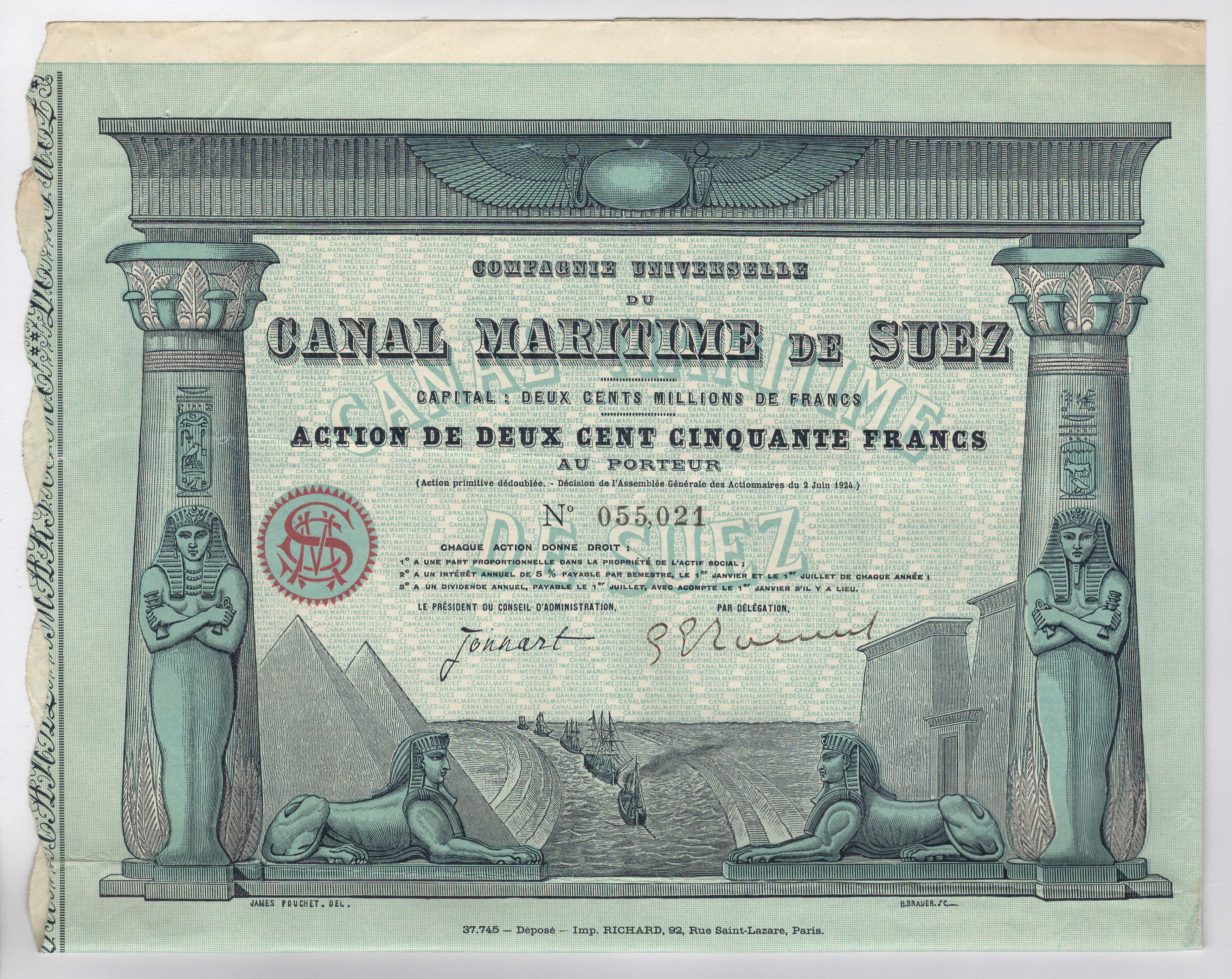
Acción de la Comp. Universelle du Canal Maritime de Suez del 2 de junio de 1924

Durante la campaña napoleónica en Egipto y Siria a finales de 1798, Napoleón expresó su interés por encontrar los restos de un antiguo paso fluvial. Esto llevó a un grupo de arqueólogos, científicos, cartógrafos e ingenieros a recorrer el norte de Egipto. Sus hallazgos, registrados en la Description de l'Égypte, incluyen mapas detallados que muestran el descubrimiento de un antiguo canal que se extendía hacia el septentrión desde el mar Rojo y luego hacia el oeste, hacia el Nilo.
Más tarde, Napoleón, que se convirtió en emperador de Francia en 1804, contempló la construcción de un canal norte-sur para conectar el Mediterráneo con el mar Rojo. Pero el plan fue abandonado porque llegó a la conclusión errónea de que la vía fluvial necesitaría esclusas para funcionar, cuya construcción sería costosa y llevaría mucho tiempo. La creencia en la necesidad de esclusas se basaba en la suposición errónea de que el mar Rojo era 8,5 m más alto que el Mediterráneo. Esta estimación era el resultado de la utilización de mediciones topográficas fragmentarias realizadas en tiempos de guerra durante la Expedición Egipcia de Napoleón.
En 1861, la antigua ruta no navegable descubierta por Napoleón desde Bubastis hasta el mar Rojo seguía canalizando el agua en puntos tan al este como Kassassin.

## Historia

### Antecedentes
Desde la época faraónica, aproximadamente en los siglos XIX y siglo XX a. C., existió el deseo de crear una conexión entre el mar Mediterráneo y el mar Rojo. Los primeros pasos estuvieron encaminados a unir el río Nilo con el mar Rojo. Los aqueménidas, en la época de Darío I, diseñaron el llamado canal de los faraones.
Para facilitar el viaje navegable entre el río Nilo y el mar Rojo fueron construidos antiguos canales. Se estima que se construyó un pequeño canal bajo los auspicios de Senusert II o Ramsés II. Otro canal, que probablemente incorporaba una parte del primero, fue construido bajo el reinado de Necao II, pero el único canal completamente funcional fue diseñado y completado por Darío I.

### Construcción del canal

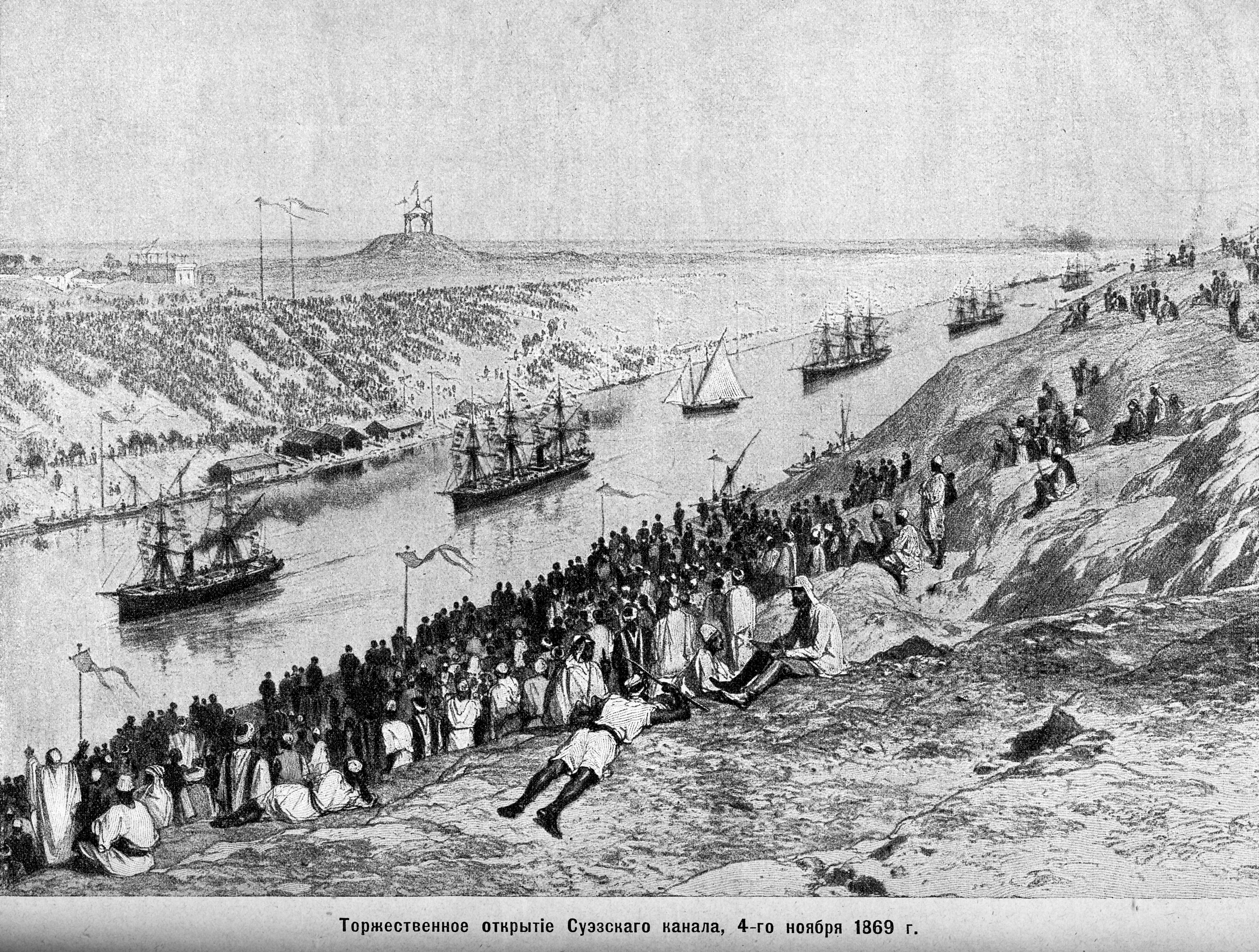
Apertura del Canal de Suez, año 1869.

Las obras de excavación del canal se iniciaron oficialmente el 10 de abril de 1859, encargadas por el bajá Mehmet Said al francés Ferdinand de Lesseps, amigo suyo. Se inauguró en 1869. En su momento constituyó una de las obras de ingeniería más grandes del mundo, realizada por decenas de miles de campesinos llevados por la fuerza desde todas las regiones de Egipto. Al principio no se disponía de maquinaria y todo tenía que hacerse a mano en un clima malsano. Según cifras oficiales, murieron 20 000 trabajadores. Estimaciones más realistas fijan la cifra en 125 000 fallecidos. Los trabajos se aceleraron al introducir las dragas de cangilones.
La construcción del canal de Suez marcó un hito en la historia de la tecnología ya que, por primera vez, se emplearon máquinas de excavación especialmente diseñadas para estas obras, con rendimientos desconocidos hasta esa época. En algo más de dos años se excavaron más de 50 millones de metros cúbicos, de los 75 millones del total de la obra. 

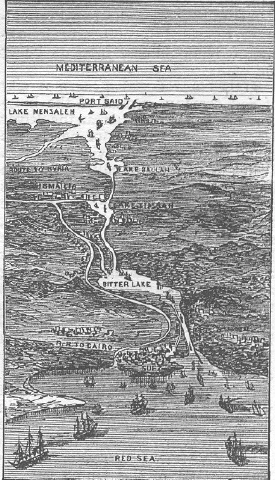
Grabado realizado en 1881 del canal de Suez.

El 17 de febrero de 1867 un primer barco atravesó el canal,[cita requerida] aunque la inauguración oficial se realizó el 17 de noviembre de 1869 con la presencia de la emperatriz Eugenia de Montijo.
En 1875 el Pachá de Egipto, a causa de la deuda externa del país, puso a la venta su parte de las acciones del canal. En una rápida maniobra, el primer ministro del Reino Unido, a la sazón Benjamin Disraeli, convenció a la Reina Victoria de la necesidad de comprarlas para tomar el control sobre la ruta hacia la India Británica, la colonia más rica del Reino Unido. Un enviado de Disraeli consiguió un cuantioso préstamo de parte de la Casa banquera Rothschild, y de esta manera el Reino Unido se aseguró el dominio de la vía interoceánica. Una revuelta nacionalista egipcia surgió en 1882, causando la Guerra anglo-egipcia y el restablecimiento del control británico en la zona.
La Convención de Constantinopla de 1888 declaró el canal zona neutral bajo protección británica. Al ratificar este tratado, el Imperio otomano accedió a permitir la navegación internacional de forma libre a través del canal, tanto en tiempos de paz como de guerra.
Un gran beneficiado por la construcción de este canal fue España, para llegar más rápidamente por barco a Filipinas.

### Nacionalización

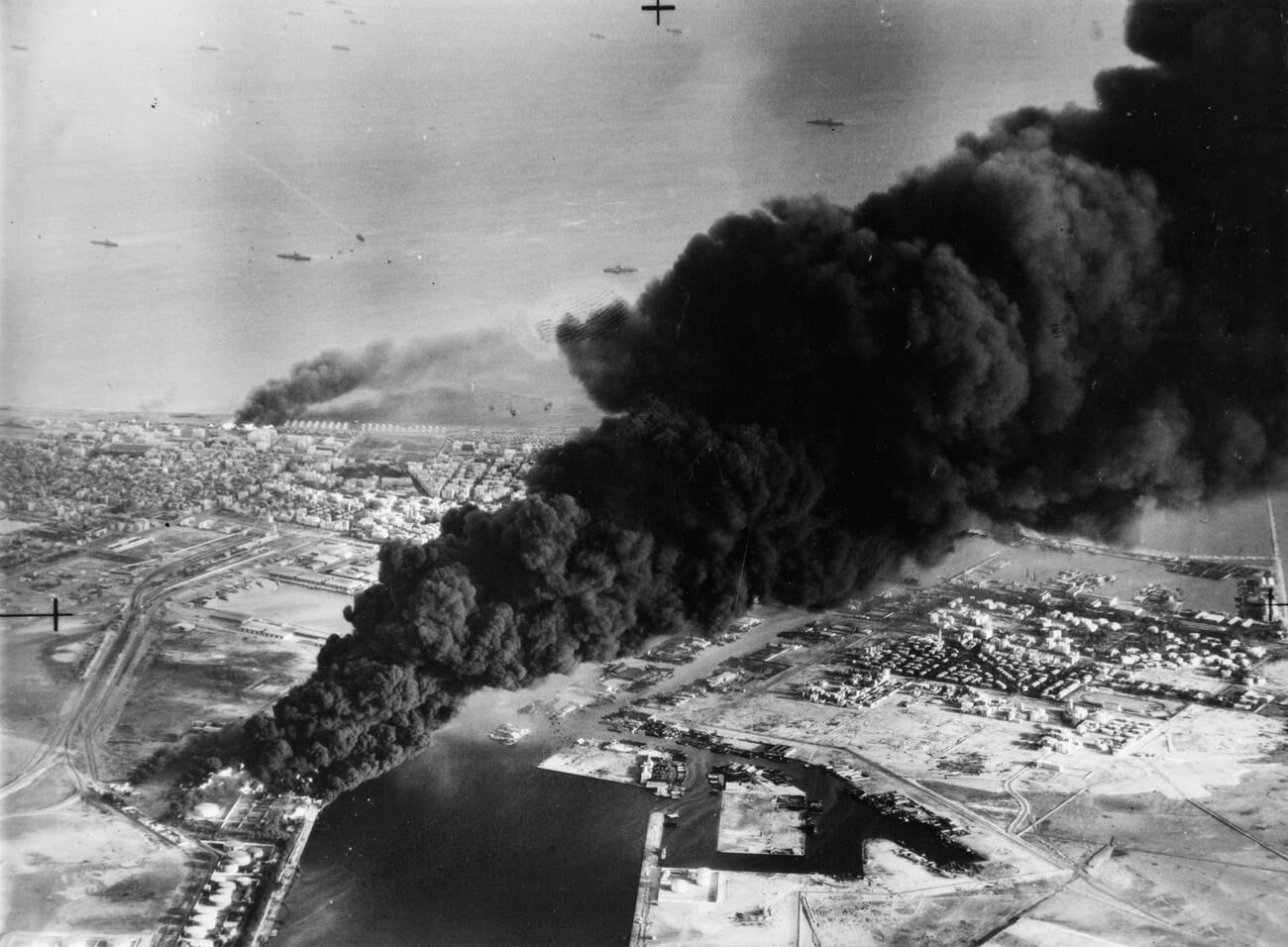
El humo se eleva desde los tanques de petróleo junto al canal de Suez alcanzado durante el asalto inicial anglo-francés a Puerto Said, el 5 de noviembre de 1956.

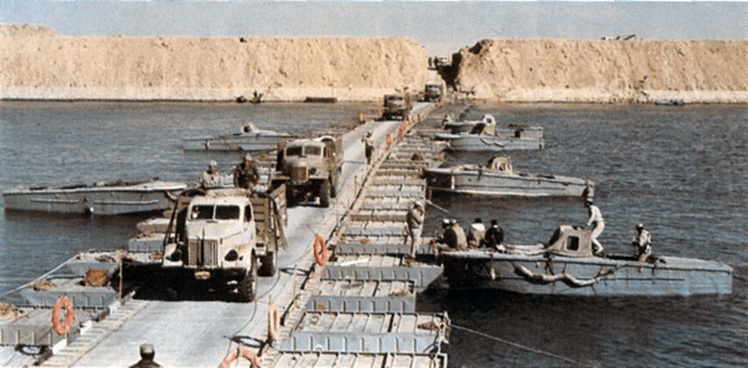
Vehículos egipcios cruzando el canal de Suez el 7 de octubre de 1973, durante la guerra de Yom Kipur.

El 26 de julio de 1956 el presidente egipcio Gamal Abdel Nasser decidió nacionalizar el canal con el objetivo de facilitar la financiación de la construcción de la presa de Asuán y, como respuesta a la negativa de Estados Unidos y Reino Unido a financiar dicha obra. La medida fue recibida con indignación por Francia y Reino Unido, principales accionistas del canal de Suez, y máximos beneficiarios del petróleo que circulaba por él. El 29 de octubre de ese mismo año comenzó la guerra del Sinaí por esas razones. Egipto, como represalia, hundió cuarenta barcos en el canal, provocando el bloqueo total.
En 1966 el profesor Roger Fisher fue ponente y Vicente Blanco Gaspar investigador sobre la crisis del canal de Suez de 1956 para su análisis por el grupo de trabajo sobre la relevancia del derecho internacional en las decisiones de los gobiernos en materia de guerra y paz, en la American Society of International Law. En este trabajo sobre la crisis del canal de Suez de 1956 de 120 páginas se analiza la postura de las partes presentes en el conflicto y las referencias al derecho internacional en sus decisiones. Se sostiene que Estados Unidos siguió un modelo jurídico presidido por los principios generales y propósitos de las Naciones Unidas. En consecuencia la actitud de USA ante la nacionalización del canal fue preservar el sistema, aplicando el principio de libertad de paso. Este principio se dijo que provenía  del interés nacional recogido en la Convención de Constantinopla. John Foster Dulles señaló  que no era  por el interés nacional de Estados Unidos sino ante todo por el bien  de las naciones más directamente implicadas.
A principios de 1957, tras la intervención de la ONU, se completó la retirada de las potencias europeas e Israel. El canal se reabrió en el mismo año.
Desde entonces fue administrado por Nasser hasta un nuevo bloqueo en 1967 por parte de la Flota Amarilla, debido a las hostilidades entre Egipto e Israel en la guerra de los Seis Días. El cierre se produjo, como en 1956, por el bloqueo provocado a raíz del hundimiento de varios barcos dentro del canal. 
El 6 de octubre de 1973, durante la guerra de Yom Kipur, el Canal fue escenario de la Operación Badr, en la que el ejército egipcio cruzó al Sinaí ocupado por Israel desde 1967. Muchos restos de este conflicto siguen siendo visibles a lo largo de los bordes del canal. El 22 de octubre de 1973, las fuerzas israelíes contraatacaron cruzando el Canal de Suez hacia Egipto y avanzando hacia la ciudad de Suez, donde permanecieron hasta después de que Israel y Egipto firmaran, el 18 de enero de 1974, un acuerdo, comúnmente conocido como Sinaí I, con el nombre oficial de Acuerdo de Separación de Fuerzas del Sinaí, que incluía la retirada de las fuerzas israelíes del lado occidental del Canal de Suez.
El canal se reabrió al tráfico internacional en junio de 1975.

### Bloqueo de 2021

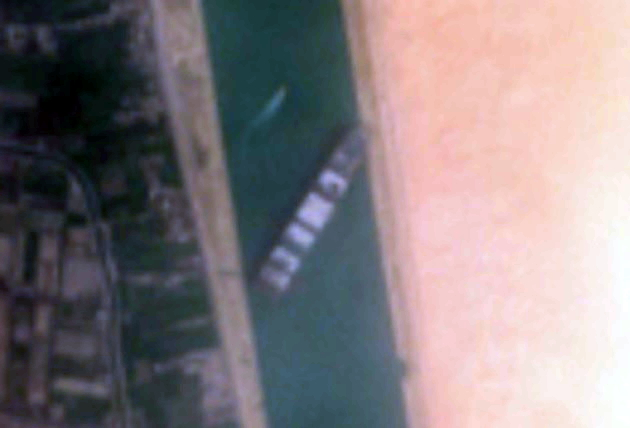
Imagen por satélite del buque portacontenedores Ever Given bloqueando el canal en marzo de 2021.

El 23 de marzo de 2021, a aproximadamente las 05:40 UTC (07:40 en hora local), el canal de Suez fue bloqueado en ambos sentidos por el Ever Given, un buque portacontenedores de tipo Golden-Class. El buque, operado por la empresa taiwanesa Evergreen Marine, se hallaba de camino a Países Bajos desde China cuando, ya dentro del canal, fue golpeado por una intensa ráfaga de viento que lo hizo desviarse hacia la orilla. Tras tocar tierra, el barco giró y entró en una posición perpendicular al curso del agua, bloqueando completamente el canal. Esto ocurrió en una sección del canal que no estaba adaptada a este tipo de eventos y, por tanto, la posibilidad de realizar una conexión secundaria que permitiría circunvalar la obstrucción fue inmediatamente descartada.
En el contexto del incidente, numerosos economistas y expertos del comercio comentaron los posibles efectos del bloqueo, citando la importancia del canal para el comercio global. Entre los productos afectados, los envíos de crudo representan la mayor pérdida inmediata. En el momento del bloqueo, se estimaba que un 10 % del comercio marítimo mundial pasaba por el canal de Suez. Además, las estimaciones realizadas en el momento del bloqueo estimaban las pérdidas para Egipto en 15 millones de dólares al día.
Tras muchos esfuerzos y aprovechando una marea de sizigias, en la madrugada del 29 de marzo se logró liberar parcialmente el buque, marcando el fin de lo más difícil de la crisis. Ese mismo día, a las 13:05 UTC (15:05 en hora local), se conseguiría desbloquear el portacontenedores, permitiendo la reapertura del canal. Esto se realizó mediante la transposición de la arena sobre la que se hallaba encallado el buque y la acción de 13 botes remolcadores, que utilizaron las mareas a su favor para conseguir liberar el Ever Given mediante tracción. Según las autoridades egipcias, el flujo normal se restituiría a lo largo de tres días, pero los expertos afirman que el acúmulo de cargamentos en el paso supondría un retraso de varias semanas hasta la restabilización del tránsito marítimo normal en la zona.

## Capacidad

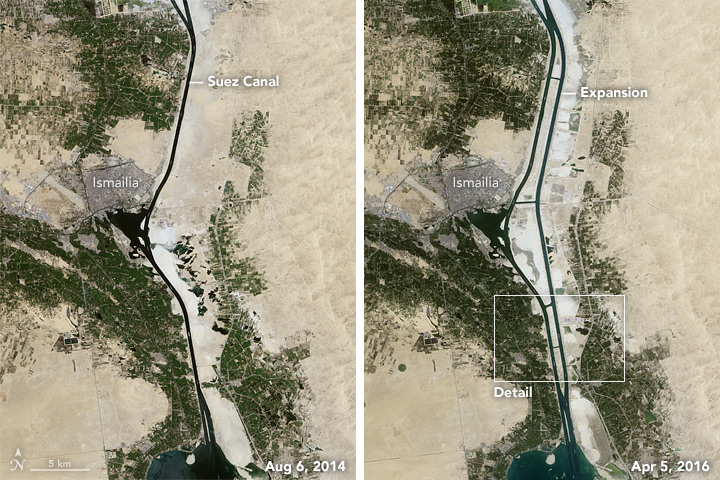
Ampliación del canal en el año 2015, también conocido como "Nuevo Canal de Suez ".

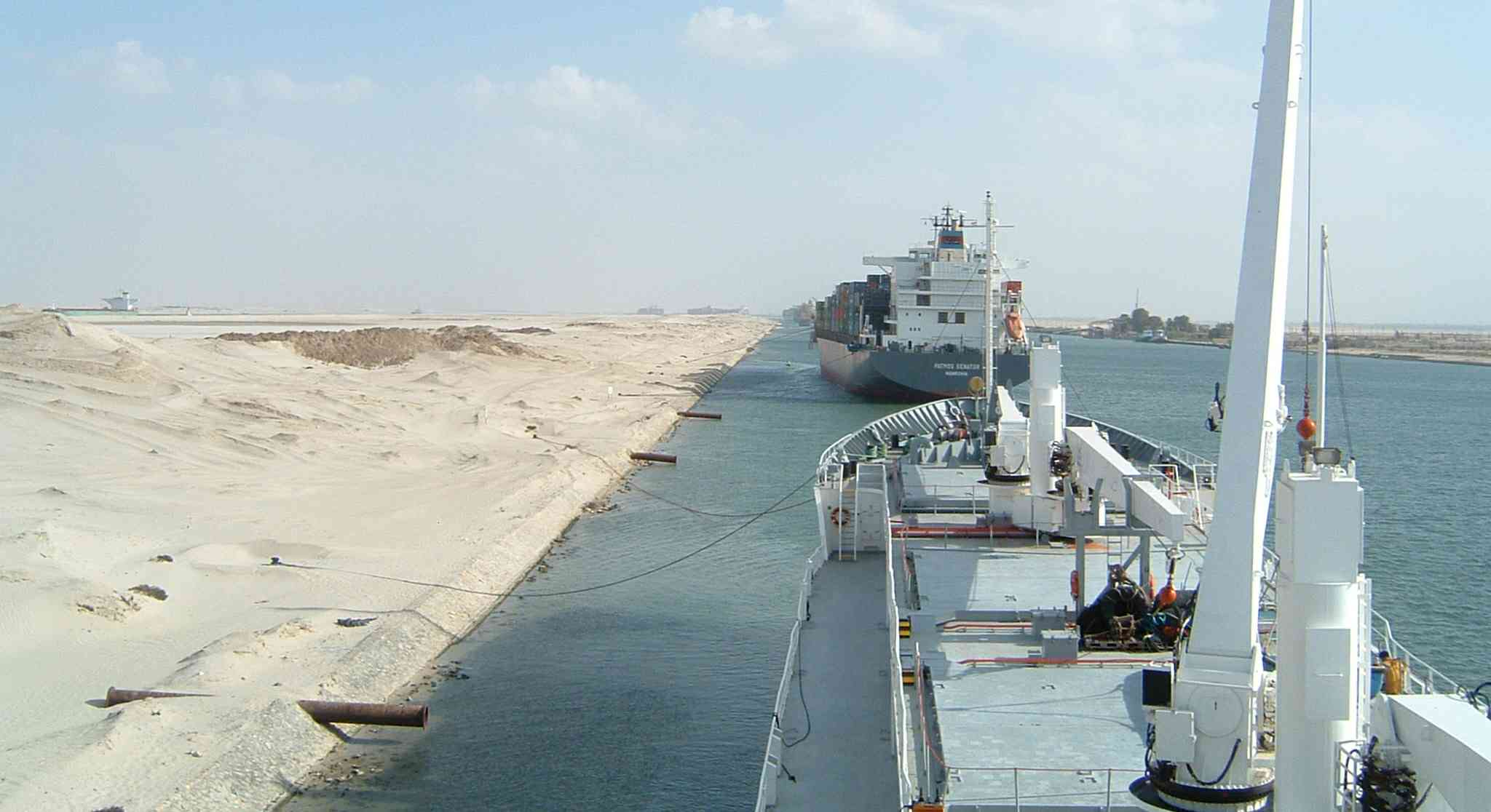
Barcos en El Ballah.

El canal permite el paso de barcos de hasta 20 metros de calado o 240 000 toneladas de peso muerto y una altura máxima de 68 metros por encima del nivel del agua. La luz máxima que permite es de 77,5 metros bajo una serie de condiciones. Estas dimensiones limitan el tamaño de los nuevos barcos contenedores construidos, para que puedan transitarlo. Las limitaciones que impone el canal egipcio son menos restrictivas que las del canal de Panamá, lo que había llevado a este último a quedarse atrás en la pugna por convertirse en la vía preferida por los buques. En algunos casos, los barcos deben descargarse para poder transitar.
Los barcos que cumplen con los parámetros adecuados para navegar por el canal en cuanto a calado, manga y altura son calificados como barcos tipo Suezmax.

## Impacto ambiental

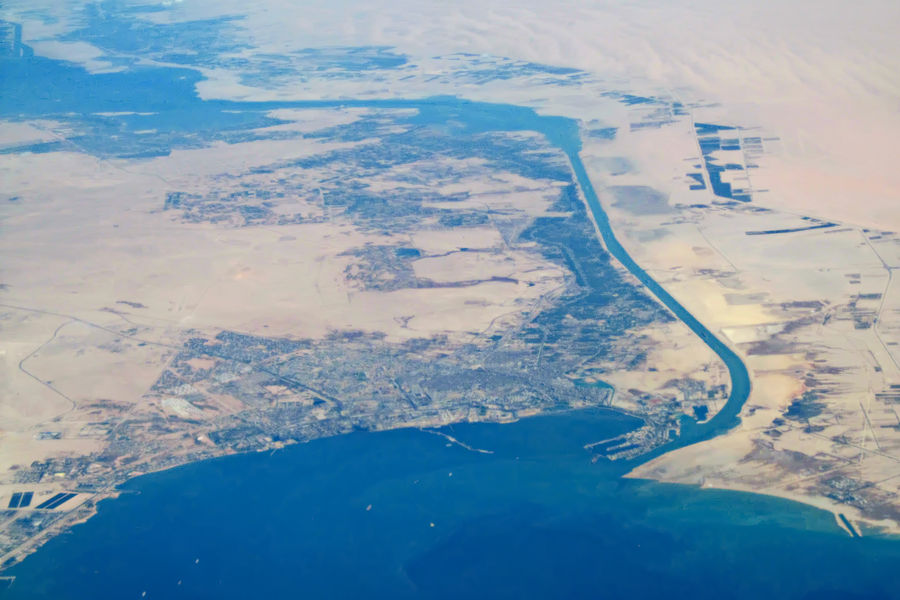
Vista aérea de la ciudad Suez.

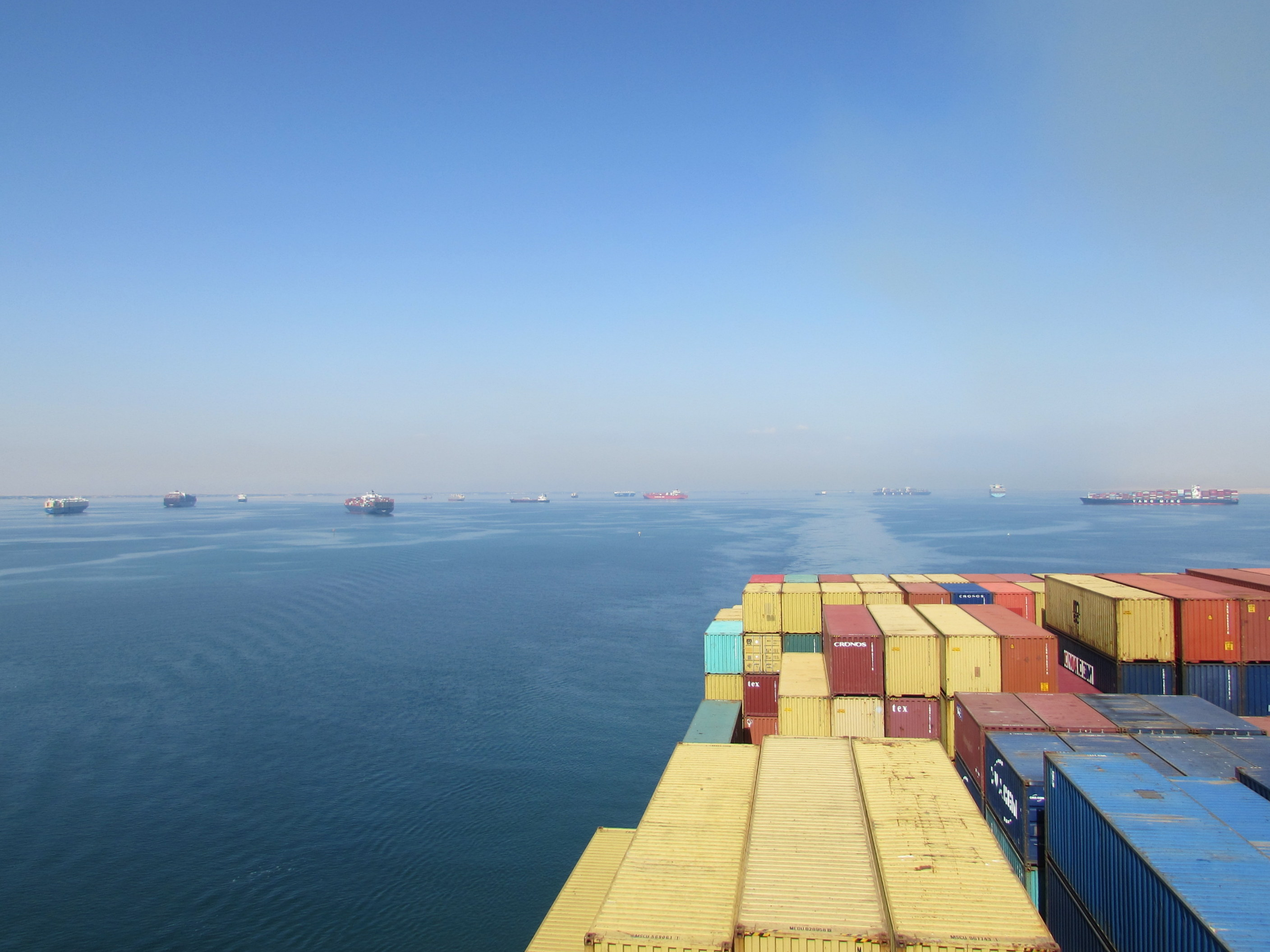
El convoy en dirección norte espera en el Gran Lago Amargo mientras pasa el convoy en dirección sur, octubre de 2014.

La apertura del canal en 1869 creó el primer paso de agua salada desde el mar Mediterráneo hasta el mar Rojo. A pesar de que el nivel del mar Rojo se sitúa aproximadamente 1,2 metros por encima del nivel del Mediterráneo, la corriente entre el Mediterráneo y el centro del canal, en los lagos Amargos, unos lagos naturales de agua hipersalina y que forman parte del canal, fluye hacia el norte en invierno y hacia el sur en verano. La corriente al sur de los lagos Amargos es un flujo de marea, variando con la marea en Suez. Los lagos Amargos bloquearon en cierto modo la migración de especies del mar Rojo al Mediterráneo durante algunas décadas. Sin embargo, a medida que la salinidad del agua se fue igualando con la del mar Rojo, la barrera para la migración de especies se fue rompiendo, de modo que los animales y plantas del mar Rojo empezaron a colonizar parte del Mediterráneo oriental. El mar Rojo es, en general, más salado y más escaso en nutrientes que el Atlántico; y la dirección del flujo al canal es en general en el mismo sentido; es decir, del mar Rojo al Mediterráneo. De esta forma, las especies del mar Rojo tienen más ventajas frente a las especies atlánticas en el Mediterráneo, también más salado y deficiente en nutrientes. En la práctica, la mayor parte de las especies del mar Rojo invaden el Mediterráneo y solo unas pocas especies atlánticas consiguen lo mismo. Este fenómeno migratorio es conocido con el nombre de migración lessepsiana (por Fernando de Lesseps). La construcción de la presa de Asuán en el Nilo en los años 1960 redujo el flujo de agua dulce acompañada de limos ricos en nutrientes vertidos por este río en el Mediterráneo oriental, lo que provocó que las condiciones del mar se aproximaran aún más a las del mar Rojo, agravando el impacto de las especies invasoras.
Las especies invasoras originarias del mar Rojo e introducidas en el Mediterráneo con la construcción del canal se han convertido en un componente importante del ecosistema mediterráneo y tienen un serio impacto en su ecología, poniendo en peligro algunas especies locales y endémicas de esta zona. Unas 300 especies del mar Rojo se han identificado en el Mediterráneo. Los intentos del gobierno egipcio de ampliar el canal han recibido críticas por parte de biólogos marinos, alertando de que una ampliación del canal podría empeorar la invasión de las especies del mar Rojo al Mediterráneo. Hay estudios que indican que son entre 700 y 1000 las especies invasoras que se han introducido.
La construcción del canal de Suez fue precedida por la derivación de un pequeño canal de agua dulce, llamado canal de agua dulce desde el delta del Nilo al futuro canal de Suez, con una rama norte a Puerto Saíd y una sur a Suez. Fue completado en 1863, llevando agua dulce a zonas áridas, inicialmente para la construcción del canal, y posteriormente facilitando la agricultura y el establecimiento de asentamientos alrededor de este canal.

## Zona económica del canal de Suez

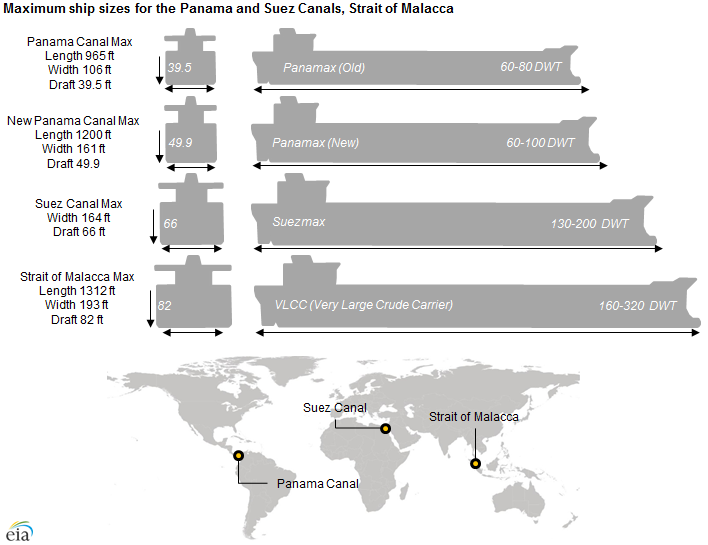
Tamaño máximo de los buques en el canal de Panamá, el canal de Suez y el estrecho de Malaca (en inglés)

La Zona económica del canal de Suez, a veces abreviada como Zona del canal de Suez, hace referencia a las zonas vecinas al canal, en las que los aranceles se han suprimido para atraer inversiones. La zona comprende 600 km² de las gobernaciones de Puerto Saíd, Ismailía y Suez. Los proyectos en la zona son descritos en su conjunto como Proyecto de Desarrollo del Área del Canal de Suez.
El plan se centra en el desarrollo de la zona de Puerto Saíd Este y del puerto de Ain Sokhna, y se espera que se extienda a otros cuatro puertos: Puerto Saíd Oeste, El-Adabiya, El Arish y El Tor. La región comprende las tres zonas industriales cualificadas de Puerto Saíd, Ismailía y Suez, una iniciativa estadounidense de 1996 para promover la colaboración económica entre Israel y sus vecinos.

## Galería

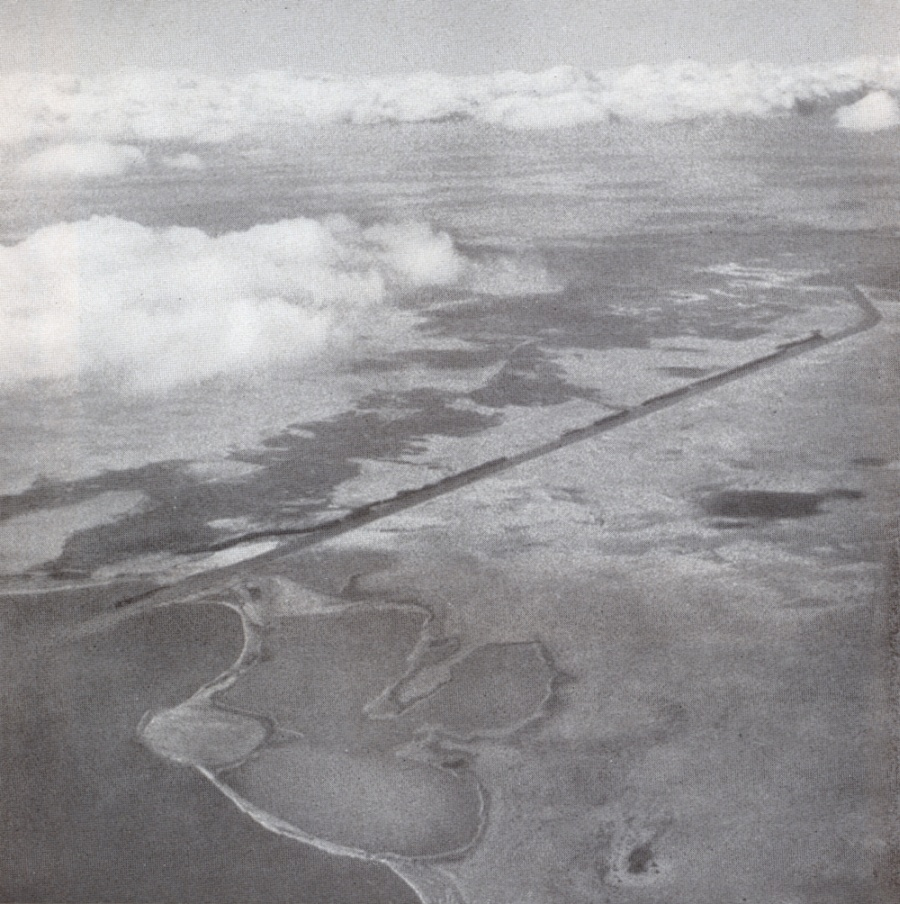
Canal de Suez en febrero de 1934. Fotografía aérea realizada por el piloto y fotógrafo suizo Walter Mittelholzer.
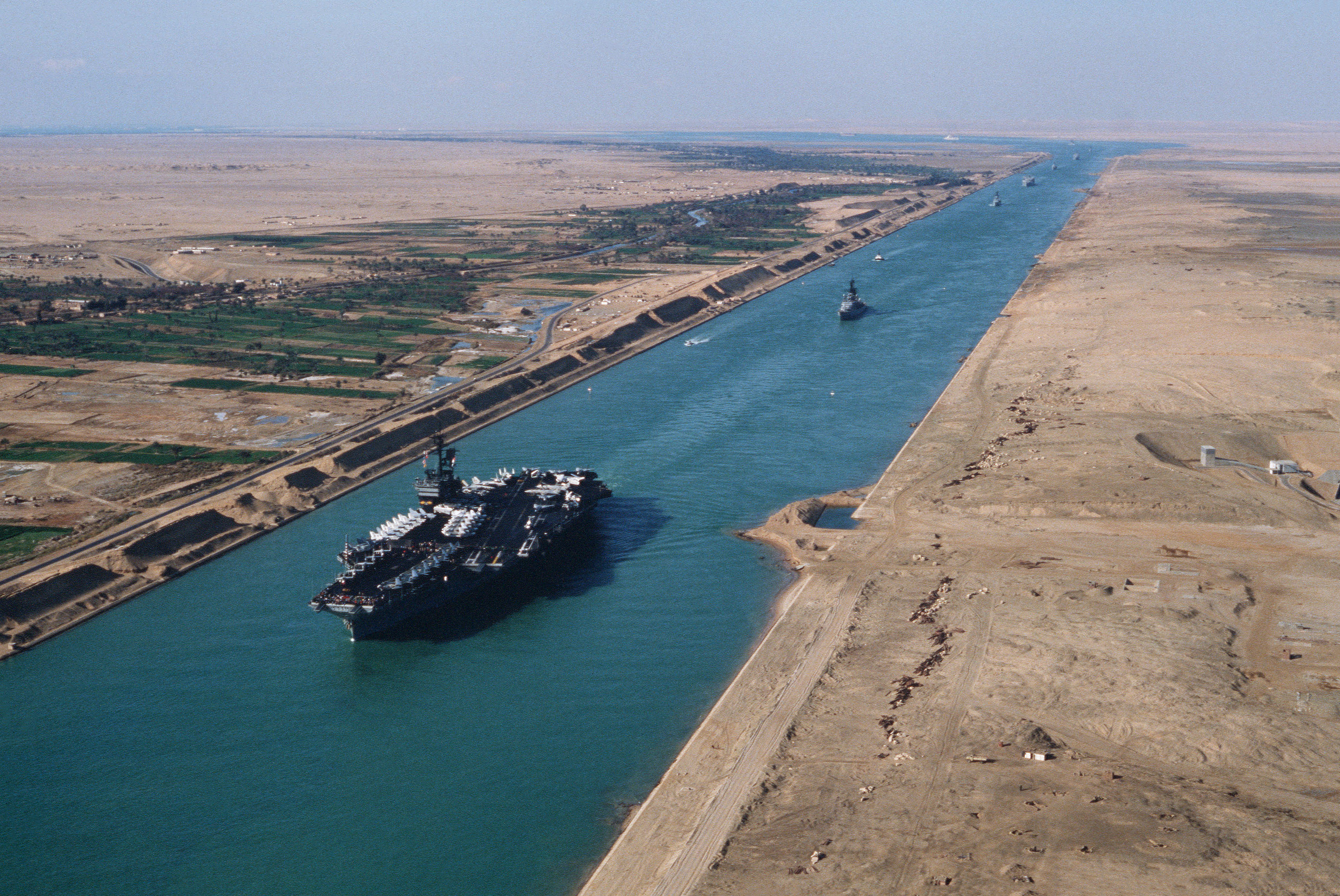
USS America (CV-66), un portaaviones estadounidense en el Canal de Suez
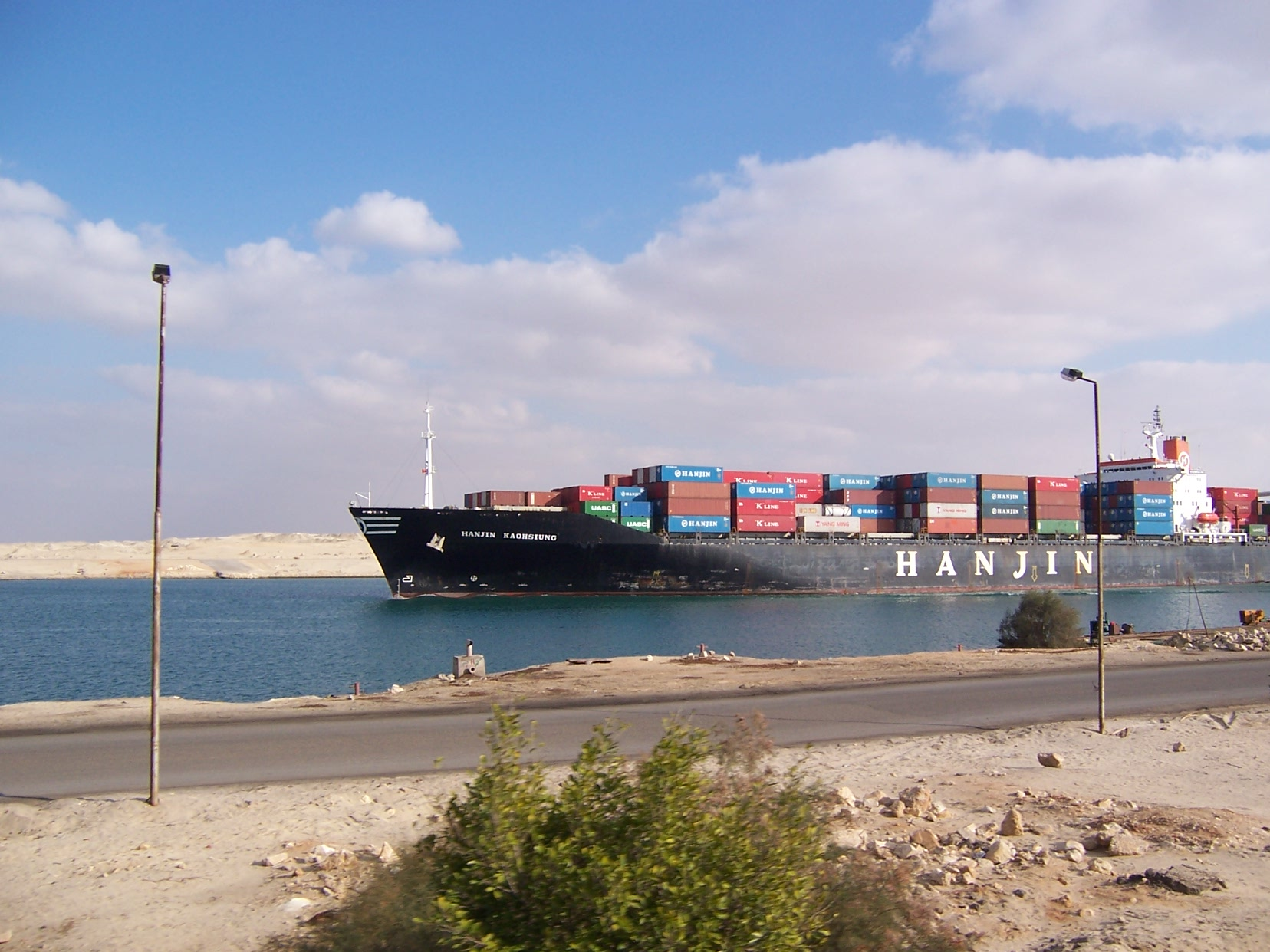
Buque portacontenedores Hanjin Kaohsiung transitando por el Canal de Suez
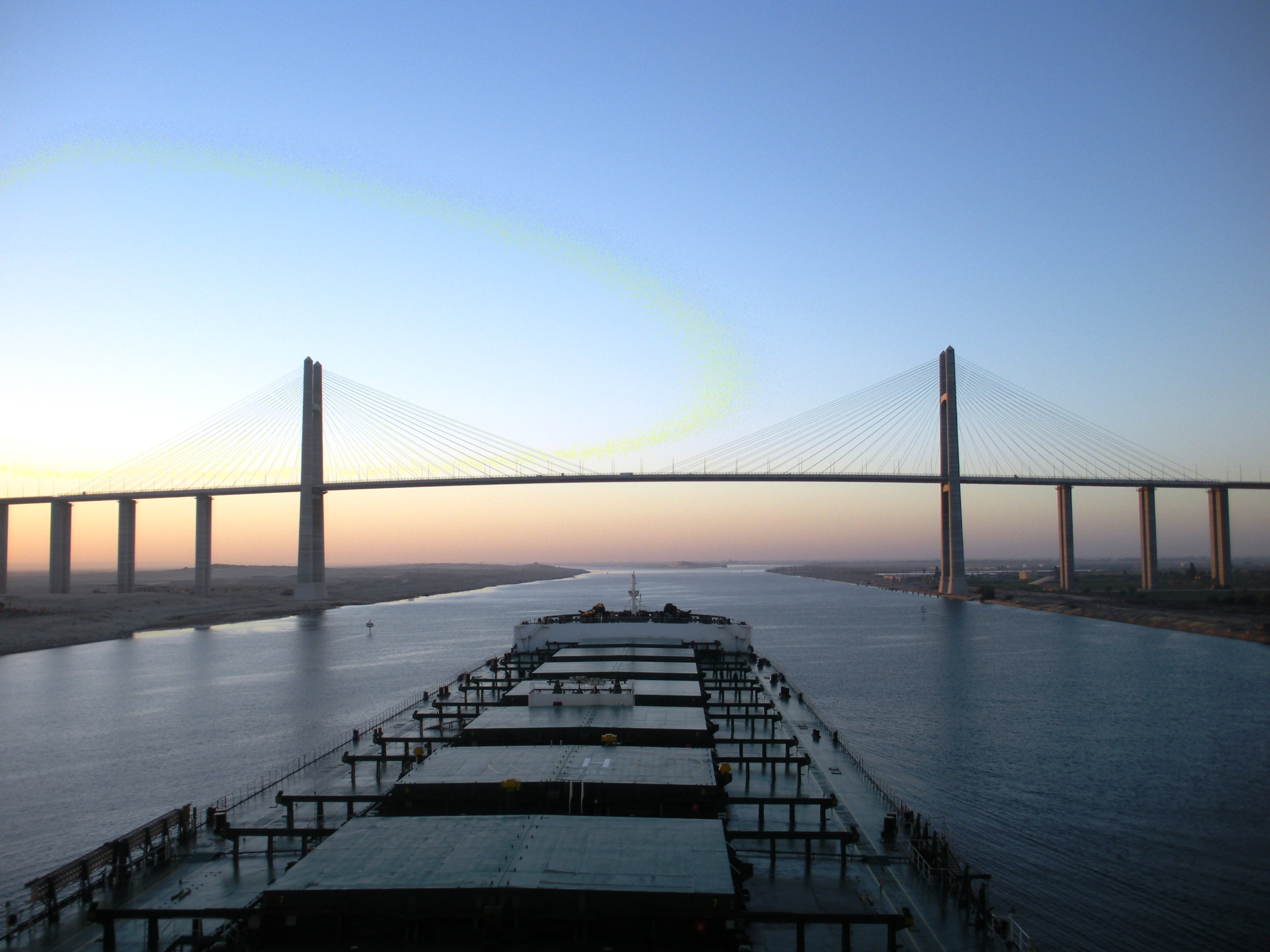
Tras la ampliación del canal en 2015, un granelero capesize se acerca al Puente del Canal de Suez